# Замок Термонфекін

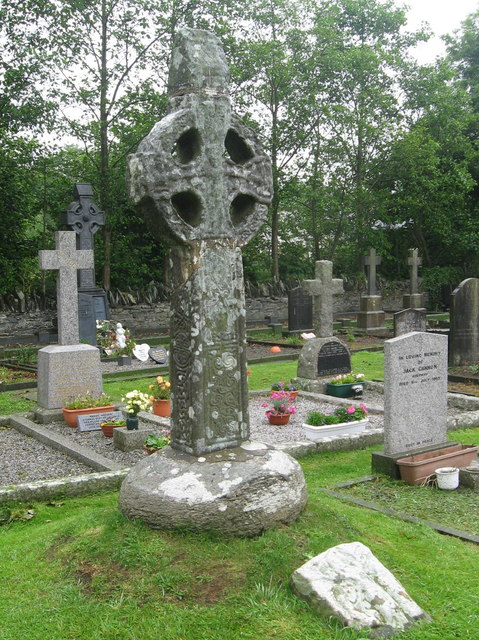
Високий Хрест біля замку Термонфекін. ІХ століття.

Замок Термонфекін (англ. Termonfeckin Castle, ірл. Caisleán na Tearmann Feichín) — замок Терманн Фехін, замок Притулку Фехіна — один із замків Ірландії, розташований в графстві Лаут в одноіменному місті Термофекін в 5 милях від міста Догеда. Нині замок Термонфекін є пам'яткою історії та архітектури Ірландії національного значення.

## Історія замку Термонфекін
На місці, де нині стоїть замок Термонфекін у VII столітті святий Фехін Фора заснував монастир. Монастир був розграбований вікінгами у 1013 році. Потім монастир був розграбований ще раз — ірландським кланом Ві Кріхан Фарні в 1025 році. Потім монастир був розграбований в 1149 році рейдерами з королівства Брега (нині це графство Міт).
У ХІІ столітті тут був заснований монастир августинців. Спочатку чоловічий. а потім і жіночий. Цей монастир був ліквідований королем Англії Генріхом VIII у 1540 році під час реформації.
Замок Термонфекін був збудований в XV столітті. Це оригінальна будівля з трикутними вікнами оздобленими каменем. Найоригінальнішою структурою замку є кімната на третьому поверсі замку, дах якою зроблений з використанням техніки, що була колись застосована при спорудженні неолітичної мегілітичної споруди Ньюгредж. Замок був пошкоджений під час придушення повстання за незалежність Ірландії Олівером Кромвелем у 1641 році. Пізніше він був відновлений капітаном Брабазоном.
Поруч був розташований ще один замок — замок Примаса. Цей замок використовував архієпископ Арми (в тому числі Річард Крег) додатковою резиденцією. Після реформації у цьому замку жили кілька протестантських архієпископів. Найвідоміший з них — Джеймс Ашер, що був протестантським архієпископом Арми в 1625—1656 роках. У 1640 році він виїхав до Англії і більше ніколи не повертався до Ірландії. Замок був зруйнований військами Олівера Кромвеля в 1641 році і після цього не відновлювався. Руїни замку знесли в 1830 році.
Поруч біля замку на цвинтарі святого Фехана є Високий Хрест з крилатою фігурою над розп'яттям на східній стороні хреста і Христос у славі на західній стороні. Решта хреста вкрита геометричним кельтським візерунком. Поруч є камінь з написом: «Молитва за Ултана та Дуваха, що зробили цей камінь». Хрест був виготовлений в ІХ столітті.
Біля замку є будинок XVIII століття, що називається Ан Гріанан. Це був перший в Ірландії навчальний заклад для дорослих. Потім тут був коледж садівництва.